# Alexandre Sousa Pinto

Alexandre Sousa Pinto.

Alexandre Alberto de Sousa Pinto (Lisboa, 25 de Janeiro de 1880 — Porto, 16 de Abril de 1982) foi um professor de Física e um político que, entre outras funções, foi reitor da Universidade do Porto, deputado e Ministro da Instrução Pública.